# Escudo de Liria
El escudo de Liria es un símbolo representativo oficial del municipio español de Liria, de la Comunidad Valenciana. Tiene el siguiente blasonamiento:

Escudo cuadrilongo de punta redonda. En campo de azur un castillo de tres torres de oro, mazonado de sable y aclarado de gules. En jefe y sobre la torre principal, un lirio con tres flores de su color. Al todo, cuatro torres de oro unidas por un muro del mismo metal. Por timbre, corona real abierta.

## Historia

Primitivo escudo de Liria que aparece en la iglesia de la Sangre de Llíria.

Antiguamente Liria utilizó un escudo en forma de cairó, esto es un cuadrado apoyado sobre una de sus puntas, con los cuatro palos de gules en campo de oro o Señal Real de Aragón, resaltado de un lirio. Este escudo aún puede observarse en el artesonado mudéjar de la Iglesia de la Sangre, del siglo XIII, y en la clave de la bóveda situada sobre la Puerta de los Hombres de la misma iglesia, del siglo XIV. También se puede observar, ya sin la forma cuadrada y con tres lirios, en las tapas de pergamino del «Llibre de Juraderia de la vila de Llíria» de 1480, conservado en el Archivo del Reino de Valencia. Los cuatro palos indicaban que Liria era una Villa Real, es decir, que dependía directamente del Rey y no tenía ningún otro señor. El lirio eran armas parlantes alusivas al nombre de la ciudad.
A partir del siglo XVII este escudo evolucionó, los lirios continuaron como elemento principal, pero ahora aparecían sobre un castillo rodeado de una muralla, y el todo sobre campo de azur. Las primeras representaciones de este nuevo escudo se pueden encontrar en la iglesia de la Asunción, del siglo XVII. El castillo hacía referencia al carácter defensivo de la ciudad.
Así pues, se trata de un escudo de uso inmemorial. Fue rehabilitado por Resolución de 19 de febrero de 2002, del conseller de Justicia y Administraciones Públicas, publicada en el DOGV núm. 4.209, de 13 de marzo de 2002.

## Imágenes

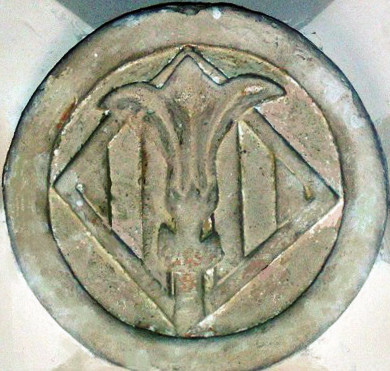
Clave de bóveda, siglo XIV.
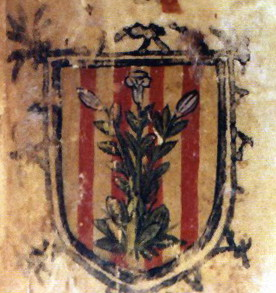
«Llibre de Juraderia», Villa de Liria, 1480.
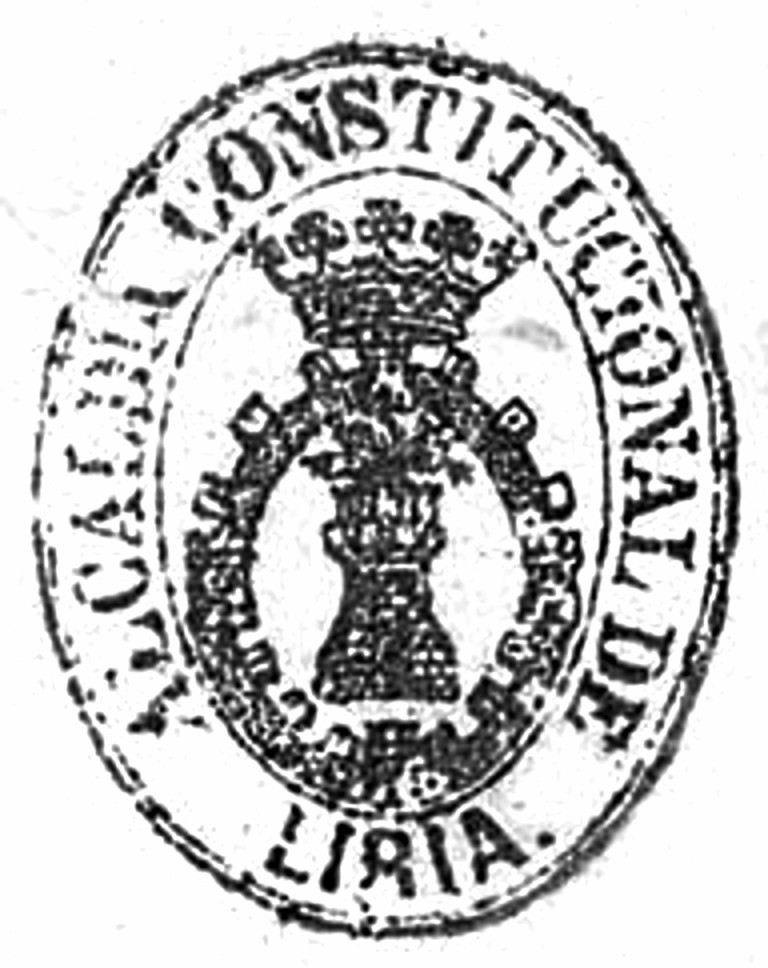
Sello de Liria, AHN, 1871.